# Zwei heiße Typen auf dem Highway
Zwei heiße Typen auf dem Highway (Originaltitel: Corvette Summer, Verweistitel The Hot One und California Highway) ist ein US-amerikanischer Jugendfilm aus dem Jahr 1978, der von den Metro-Goldwyn-Mayer Studios produziert wurde. Er zählt zum Genre des Roadmovies. Der Titel bezieht sich auf das Wettrennen am Ende des Films.

## Handlung
Der autoverrückte Highschool-Schüler Kenny Dantley rettet eine alte Corvette Stingray vor der Schrottpresse. Zusammen mit seinen Freunden macht er den Wagen im Rahmen eines Schulprojekts wieder flott. Kurz nach der Enthüllung wird die Corvette in Van Nuys gestohlen.  Kenny begibt sich sofort auf die Suche nach den Dieben, die ihn nach Las Vegas führt. Auf seinem Weg begegnet er der Prostituierten Vanessa.
Kenny findet Arbeit in einer Autowaschanlage, als er eines Tages seinen Wagen entdeckt. Er folgt ihm zu einer Werkstatt, wo er eine Auseinandersetzung mit dem Inhaber Wayne Lowry hat, bevor er von Vanessa gerettet wird. Lowry informiert Kennys Lehrer, Ed McGrath, der anschließend ebenfalls nach Las Vegas reist. Während er sich mit McGrath unterhält, erfährt Kenny, dass sein Lehrer den Diebstahl der Corvette organisiert hat, um sich selbst aus seinen finanziellen Problemen zu befreien. Als McGrath Kenny vorschlägt, in der Werkstatt zu arbeiten, nimmt er an. Er verdient gutes Geld, will sich aber eigentlich nur seinen Wagen zurückholen.
Als er sich die Corvette wieder holt, befreit er Vanessa von der Prostitution, gewinnt ein Wettrennen und kehrt mit seinem wiedergewonnenen Wagen und Vanessa zu seiner Schule zurück.

## Veröffentlichung
In den USA kam der Film am 2. Juni 1978 in die Kinos. In Deutschland erschien er unter dem Titel California Highway 1985 direkt auf VHS.

## Sonstiges
- Für ihre Rolle der Vanessa wurde Annie Potts 1979 für den Golden Globe als Beste Nachwuchsdarstellerin nominiert.
- Das Lied Give Me the Night wurde von Dusty Springfield gesungen.
- Die Corvette befand sich lange Zeit im Besitz von Mike Yager, dem Veranstalter des alljährlichen Corvette Fun Fests. 2009 verkaufte er den Wagen an einen privaten Sammler.